# Heinrich Sander (Schriftsteller)
Heinrich Sander (* 25. November 1754 in Köndringen; † 5. Oktober 1782 in Karlsruhe); Physikotheologe, Naturhistoriker und Reiseschriftsteller.

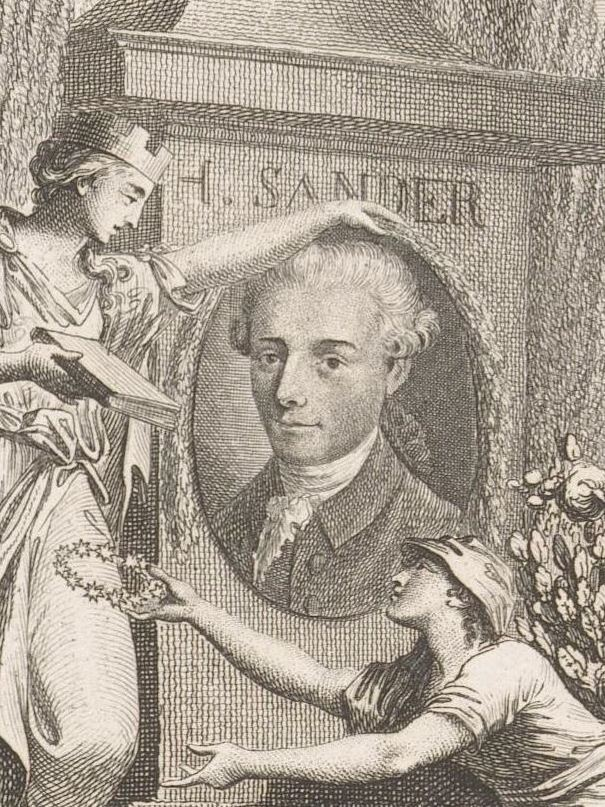
Kupferstichporträt: Heinrich Sander

## Leben
Sander war der Sohn des Superintendenten Nikolaus Christian Sander (1722–1794), sein Bruder war der Karlsruher Oberkirchenrat Nicolaus Sander. Sein Vater ließ 
ihn zunächst die Realschule in Lörrach besuchen und nach einjähriger Unterbrechung durch Hausunterricht begab er sich an das Gymnasium Illustre in Karlsruhe, welches er nach drei Jahren mit sehr gutem Zeugnis verließ. Nach dem Studium in Tübingen und Göttingen wurde er 1775, im Alter von erst 21 Jahren, Professor der Naturgeschichte und Beredsamkeit am Gymnasium illustre in Karlsruhe, es folgte die Ehrenmitgliedschaft in der Berlinischen Gesellschaft Naturforschender Freunde und der Fürstlich Anhaltischen Deutschen Gesellschaft in Bernburg. 

## Reisen
Sander unternahm mehrere teils ausgedehnte Reisen, auf denen er unter anderem die Bekanntschaft Klopstocks, Wielands, Goethes, und Lessings machte. Verarbeitet sind diese Reisen in Form von verstreut veröffentlichten Reiseberichten, die nach seinem Tod unter dem Titel Beschreibung seiner Reisen durch Frankreich, die Niederlande, Holland, Deutschland und Italien (Leipzig 1783/1784) zusammengefasst wurden. Im Herbst 1779 besuchte er das Kloster St. Blasien. Hier empfing ihn Martin Gerbert und er beschreibt auch den Besuch der Bibliothek mit Ämillian Ussermann. Daneben hat Sander in unterschiedlichen Journalen eine Vielzahl kleinerer naturgeschichtlicher Beiträge veröffentlicht, von denen viele nochmals im Rahmen der Kleine[n] Schriften (1784/1785) erschienen sind. Angesichts seines frühen Todes war er ein durchaus produktiver Autor.

## Lehre
Sanders Hauptanliegen bestand jedoch in der Verbindung von Naturbeobachtung und christlicher Religion. In bekannt physikotheologischer Manier verweist die gesamte Natur in ihrer letztlich unüberschaubaren Komplexität für Sander auf einen alles regierenden Gott, so dass die Beobachtung der zum Wohle des Menschen eingerichteten Natur nicht zuletzt einen erbaulichen Zweck erfüllt. Da diese physikotheologische Welt- und Natursicht in der zweiten Hälfte des 18. Jahrhunderts zunehmend als naiv betrachtet und abgelehnt wurde, muss Sander als ein später Vertreter der Physikotheologie gelten. 

## Werke
- J. J. Ebert’s natürliche Geschichte. Karlsruhe 1776
- Zur Naturgeschichte des Ruffolken oder Gaduslota L.. Karlsruhe 1778
- Von der Güte und Weisheit Gottes in der Natur. Karlsruhe 1778
- Vom Einhorn, besonders vom Einhorn in der Bibel. Karlsruhe 1779
- Über Natur und Religion, für die Liebhaber und Anbeter Gottes. Leipzig 1779, 1780
- Von der Vorsehung. Leipzig 1780
- Erbauungsbuch zur Beförderung wahrer Gottseligkeit. Leipzig 1780
- Über das Große und Schöne in der Natur. Leipzig 1781, 1782
- Öconomische Naturgeschichte für den Teutschen Landmann. Leipzig 1782
- Über die Kunstsprache der Naturforscher. Basel 1782
- Predigten für alle Stände. Leipzig 1783
- Beschreibung seiner Reisen durch Frankreich, die Niederlande, Holland, Deutschland und Italien. Leipzig 1783/84
  - Erster Theil. Jacobäer, Leipzig 1783. (Digitalisat und Volltext im Deutschen Textarchiv)
  - Zweiter Theil. Jacobäer, Leipzig 1784. (Digitalisat und Volltext im Deutschen Textarchiv)

- Beschreibung einer Tropfsteinhöhle in der Landgrafschaft Sausenburg (Erdmannshöhle in Hasel). In: Der Naturforscher, 18. Band 1782
- Von einem merkwürdigen See in der oberen Markgraffschaft Baden (See in Eichen bei Schopfheim). In: Der Naturforscher, 20. Band 1782
- Heinrich Sanders Kleine Schriften nach dessen Tode hrsg.v. Georg Friedrich Götz. Dessau und Leipzig, Selbstverlag, 1784+1785. 2 Bände [I.Naturhistorisches; II.Gedichte, Über einige Bücher der Heil.Schrift, Moralische Abhandlungen und Aufsätze, Vermischte Aufsätze, Sanders Leben].